# Прича о десет девојака
Прича о десет девојака (или прича о десет девица, прича о мудрим и лудим девицама) је једна од познатих Исусових алегоријских прича, забележена у канонском јеванђељу по Матеју.
Парабола говори о десет девојака (можда деверуше) које са лампама или бакљама чекају на долазак младожење, који се очекује током ноћи. Пет девојака су мудре и понеле су довољно горива за лампе. Пет су глупе и нису. Младожења касни, и глупим девојкама понестане горива у лампама. Кад младожења стигне, пет девојака које су биле спремне за његов долазак су награђене, а пет које нису спремне су искључене. Парабола има есхатолошку тему: бити спреман за судњи дан. Сличан свршетак и слично наравоученије има и прича о стражару.
Прича о десет девица је била једна од најпопуларнијих парабола у средњем веку, са огромним утицајем на готску уметност, скулптуру и архитектуру немачких и француских катедрала.

## Прича
Јеванђеље по Матеју преноси следеће Исусове речи:

## Тумачења
Ову параболу Исус даје као један у низу одговора на питање његових ученика: "Кажи нам кад ће то бити? И какав је знак твог доласка и краја века?" (Матеј, 24:3) Остале параболе у овом низу су прича о цветању смокве и прича о стражару. Све оне говоре о неопходности да се увек буде спреман јер је неизвестан час доласка Господа, односно други Христов долазак.
У овој параболи, Христ је представљен као младожења, надовезујући се на старозаветни приказ Бога као младожење (Јеремија 2:2 и другде). Ричард Томас Франс сматра да се ова прича „посебно обраћа онима у цркви, који не треба да претпостављају да је њихова будућност безусловно осигурана."
Спенсер Кимбал објашњава зашто мудре девојке нису поделиле гориво, наводећи да није у питању себичност или нељубазност, већ да „врста горива потребна да осветли пут“ није дељива. Он разјашњава да се послушност, смирен ум, исправан живот и вера не могу делити, већ свако мора стећи „ту врсту горива“ за себе.